# Ludgarda
Ludgarda – imię żeńskie pochodzenia starogermańskiego. Wywodzi się od słów liut i gard. Oznacza „ochronę ludu”.
Ludgarda imieniny obchodzi 16 czerwca.

## Osoby noszące imię Ludgarda
- Ludgarda Buzek – żona byłego premiera RP
- Ludgarda meklemburska – żona Przemysła II
- Święta Lutgarda, Ludgarda z Tongeren (1182–1246) – benedyktynka, prekursorka nabożeństwa do Najświętszego Serca Jezusowego.
- Dobroniega Ludgarda – córka Bolesława Krzywoustego
- Ludgarda (księżna bytomska)
- Luitgarda – żona Karola Wielkiego.